# Лодий, Пётр Дмитриевич
Пётр Дмитриевич Лодий (4 мая 1764, Земпленский комитат, Австрийская империя — 10 (22) июня 1829, Санкт-Петербург, Российская империя) — русский философ

, логик, юрист, правовед. Заслуженный профессор и декан Санкт-Петербургского университета. Действительный статский советник.

## Биография
Родился 4 мая 1764 года в семье священника в селе Збой Земплинского комитата (ныне Гуменский округ Прешовского края Словакии), входившей в состав венгерских владений Австрийской империи. По происхождению Пётр Лодий был закарпатский русин.
Начальное образование получил в Мункаче (в то время — Венгрия под протекторатом Габсбургов, ныне Мукачево на Украине).
В 1787 году окончил Львовский университет, где впоследствии стал преподавателем логики, метафизики и нравственной философии, где в 1801 году защитил диссертацию и получил степень доктора изящных искусств, прав и богословия; с 1801 года — профессор Краковского университета; кроме кафедры философии, занимал также кафедру чистой и прикладной математики. В 1803 году был приглашён в Санкт-Петербург, где читал в педагогическом институте теоретическую и практическую философию, а по преобразовании его в университет: в 1819—1824 годах — уголовное право; в 1820—1821 — естественное право; в 1824—1829 годах — Право публичное и народное. Руководствовался тогда уже отживавшими воззрениями последователей Вольфовой школы, особенно Цейлера и Мартини.
С 1812 года имел также степень доктора словесных наук и философии; с 1819 года — профессор, с 1825 года — заслуженный профессор. В 1819—1825 годах был деканом философско-юридического факультета Петербургского университета.
Был также инспектором над классами воспитательного общества благородных девиц и инспектором коммерческого училища. В 1822 году был пожалован чином действительного статского советника.
Логикой Лодий называл совокупность правил по которым «должно употреблять разумение в размышлении и различении истинного от ложного». Он делил логику на природную и приобретённую: первая, по его мнению, «есть естественное расположение к правильному размышлению»; вторая — «способность правильно размышлять, постепенно возрастающая с наблюдением некоторых правил». В теории познания Лодий придерживался сенсуалистических позиций и даже критиковал Канта зато, что тот разделял логику на чистую и прикладную. Отвергнув агностическую теорию Канта с её непознаваемой «вещью в себе», Лодий определил истину как «сходство мыслей наших с таковым предметом, который действительно существует вне нашего ума». Он был одним из немногих логиков, считавший, что логика должна учить рассуждать.
Начиная с 1820 года Лодия начали преследовать за выступления против кантианства. На него был написан донос, в котором говорилось, как пишет Шпет в «Очерке развития русской философии» (Петроград: Колос, 1922), что «книга Лодия полна „опаснейших по нечестию и разрушительности начал; а автор превзошёл открытостью нечестия и Куницына и Галича“, два года до этого изгнанных из Петербургского университета, министерство отказало Лодию во втором издании, а спустя год Рунич лишил его кафедры и через некоторое время — деканства». Рунич оставил его только на кафедре теории общих прав, преподавание философии и логики было передано М. А. Пальмину; в 1823 году были запрещены его книги «Логические наставления…» и «Теория общих прав».
В числе его учеников были: А. И. Галич и М. Г. Плисов.
Был членом Санкт-Петербургского Вольного экономического общества и Альтенбургского ботанического общества.
Скончался в Санкт-Петербурге 10 (22) июня 1829 года. Похоронен на Смоленском православном кладбище.
Имел сыновей: Стахий (1800—1829), Андрей (1803—1870/1871), Александр.

## Награды
- Орден Святого Владимира 4-й ст. (1816)
- орден Св. Владимира 3-й (1817)
- орден Св. Анны 2-й ст. (1824)

Кроме того, в 1807 году за усердие к службе при выпуске студентов Педагогического института высочайше был пожалован бриллиантовым перстнем, а в 1814 и 1815 гг. также бриллиантовым перстнем при выпуске в училище Св. Екатерины. В 1811 году он получил 861 десятину земли в Новгородской губернии.